# Pekin Południowy
Pekin Południowy (chiń. 北京南站; pinyin Běijīng Nánzhàn) – stacja kolejowa położona w południowej części w Pekinu, w Chinach, otwarta 1 sierpnia 2008. Nowa stacja zastąpiła starą stację Pekin Południowy, znany również jako stacja Yongdingmen przed 1988, która działała od 1897 do 2006. Nowa stacja jest podobno największym dworcem kolejowym w Azji. Łącznie z dworcem Pekin i Pekin Zachodni jest trzecim węzłem przewozów pasażerskich w stolicy Chin. Będzie on służył jako terminal dla szybkich pociągów, w tym Pekin-Tiencin, które mogą osiągnąć prędkość powyżej 350 km/h.